# میتسوبیشی گالانت اف‌تی‌او
میتسوبیشی گالانت اف‌تی‌او (Mitsubishi Galant FTO) خودرویی است که در سال‌های ۱۹۷۱ تا ۷۵تولید شده‌است.
این خودرو در کلاس خودرو اسپورت قرار گرفته و است. سیستم جعبه‌دندهٔ آن ۵ دنده به صورت دستی است.